# Ministère de l'Environnement (Tchéquie)
Pour les articles homonymes, voir Ministère de l'Environnement.
Le ministère de l'Environnement (en tchèque : Ministerstvo životního prostředí) est le département ministériel chargé de la protection de la nature et de l'environnement, des ressources minérales et des déchets en Tchéquie.
Il est dirigé depuis le 10 mars 2023 par Petr Hladík.

## Liste des ministres
| Nom | Nom | Nom                      | Mandat                                                          | Parti        | Gouvernement(s)       |
| --- | --- | ------------------------ | --------------------------------------------------------------- | ------------ | --------------------- |
|     |     | František Benda (cs)     | 2 juillet 1992 - 4 juillet 1996 (4 ans et 2 jours)              | ODS          | Klaus I               |
|     |     | Jiří Skalický (cs)       | 4 juillet 1996 - 20 février 1998 (1 an, 7 mois et 16 jours)     | ODA          | Klaus II Tošovský     |
|     |     | Martin Bursík            | 27 février - 22 juillet 1998 (4 mois et 25 jours)               | Indépendant  | Tošovský              |
|     |     | Miloš Kužvart            | 22 juillet 1998 - 15 juillet 2002 (3 ans, 11 mois et 23 jours)  | ČSSD         | Zeman                 |
|     |     | Libor Ambrozek           | 15 juillet 2002 - 4 septembre 2006 (4 ans, 1 mois et 20 jours)  | KDU-ČSL      | Špidla Gross Paroubek |
|     |     | Petr Kalaš               | 4 septembre 2006 - 9 janvier 2007 (4 mois et 5 jours)           | Indépendant  | Topolánek I           |
|     |     | Martin Bursík            | 9 janvier 2007 - 8 mai 2009 (2 ans, 3 mois et 29 jours)         | SZ           | Topolánek II          |
|     |     | Ladislav Miko            | 8 mai - 30 novembre 2009 (6 mois et 22 jours)                   | Indépendant  | Fischer               |
|     |     | Jan Dusík                | 30 novembre 2009 - 19 mars 2010 (3 mois et 17 jours)            | Indépendant  | Fischer               |
|     |     | Jakub Šebesta            | 22 mars - 15 avril 2010 (24 jours)                              | Indépendant  | Fischer               |
|     |     | Rut Bízková              | 15 avril - 13 juillet 2010 (2 mois et 28 jours)                 | Indépendant  | Fischer               |
|     |     | Pavel Drobil             | 13 juillet - 21 décembre 2010 (5 mois et 8 jours)               | ODS          | Nečas                 |
|     |     | Tomáš Chalupa            | 17 janvier 2011 - 10 juillet 2013 (2 ans, 5 mois et 23 jours)   | ODS          | Nečas                 |
|     |     | Tomáš Podivínský         | 10 juillet 2013 - 29 janvier 2014 (6 mois et 19 jours)          | Indépendant  | Rusnok                |
|     |     | Richard Brabec           | 29 janvier 2014 - 17 décembre 2021 (7 ans, 10 mois et 18 jours) | ANO 2011     | Sobotka Babiš I et II |
|     |     | Anna Hubáčková           | 17 décembre 2021 - 1er novembre 2022 (10 mois et 15 jours)      | Indépendante | Fiala                 |
|     |     | Marian Jurečka (intérim) | 1er novembre 2022 - 10 mars 2023 (4 mois et 9 jours)            | KDU-ČSL      | Fiala                 |
|     |     | Petr Hladík              | Depuis le 10 mars 2023 (2 ans et 4 jours)                       | KDU-ČSL      | Fiala                 |